# Sjöslaget vid Diu
Sjöslaget vid Diu stod den 3 februari 1509 i staden Dius hamninlopp på den indiska västkusten mellan en portugisisk flotta å ena sidan och en gemensam muslimsk flotta bestående av fartyg från det egyptiska mamluksultanatet, Gujarat, Calicut och Osmanska riket, samt med teknisk hjälp från republikerna Venedig och Ragusa, å den andra.
Efter att portugisiska patrullskepp länge trakasserat timmertransporter från Malabar till Röda havet, avseglade den mamlukiska flottan, förstärkt av osmanska galärer med grekisk besättning som sultan Beyazid II låtit de venetianska skeppsingenjörerna transportera från Alexandria till Röda havet, mot Indien år 1507.
Den portugisiska flottan räknade 18 fartyg under befäl av vicekungen Francisco de Almeida, som såg slaget som en hämnd för hans sons död i slaget vid Chaul år 1508. Den muslimska flottan räknade inte mindre än 100 fartyg, av vilka dock endast 12 var verkliga örlogsskepp. Portugiserna hade tyngre fartygsartilleri och ett betydligt mer erfaret manskap, inte minst i kanonbesättningarna. Vidare var de portugisiska marinkårssoldaterna bättre utrustade, bättre övade och mer erfarna i strid.
Striden inleddes med ett häftigt bombardemang från den portugisiska flottan, följt av bordning av de allierade farkoster som fortfarande flöt. Portugal vann en övertygande seger och lyckades sänka samtliga fientliga örlogsskepp utan att göra några egna förluster. Slaget innebar inte bara Portugals fortsatte dominans i området utan även början på den europeiska koloniseringen av Asien.